# Taluk (Pariaman Selatan)
Taluk is een bestuurslaag in het regentschap Pariaman van de provincie West-Sumatra, Indonesië. Taluk telt 2747 inwoners (volkstelling 2010).